# Selección de baloncesto de Japón
La selección de baloncesto de Japón es el equipo formado por jugadores de nacionalidad japonesa que representa a la Asociación de Baloncesto de Japón en las competiciones internacionales organizadas por la Federación Internacional de Baloncesto (FIBA) o el Comité Olímpico Internacional (COI): los Juegos Olímpicos, la Copa Mundial de Baloncesto y el Campeonato FIBA Asia.
Como miembro fundador de FIBA Asia en 1936, Japón tiene una de las tradiciones de baloncesto más antiguas de Asia. Japón es uno de los equipos de baloncesto más exitosos de Asia. Ha ganado dos veces el Campeonatos FIBA Asia y es la segunda nación líder en clasificación para el evento. El equipo se ha clasificado para los Juegos Olímpicos ocho veces y para la Copa Mundial FIBA seis veces.

## Historia

### El comienzo (1917-1936)
El equipo nacional de Japón tuvo su primer torneo internacional en los III Juegos del Lejano Oriente celebrados en Tokio en 1917, en los que Japón estuvo representado por el equipo de la YMCA de Kioto.
Más tarde, el equipo fue miembro fundador de la competición de baloncesto de los Juegos Olímpicos de Berlín en 1936.

### Establecimiento como competidor en el escenario global (1937-1976)
Después de 1936, Japón participó casi siempre hasta 1976. El equipo de Japón era un habitual en los torneos mundiales. Tuvo su debut en el Campeonato Mundial FIBA en 1963. Fue el mejor equipo de Asia, ya que ganó el campeonato allí en 1965 y 1971.
En los Juegos Olímpicos de Montreal 1976, el japonés Shigeaki Abe logró una actuación notable de 38 puntos y 10 asistencias contra Puerto Rico.
Desde el ascenso de China, Japón decayó un poco y las apariciones en eventos globales se volvieron más escasas.

### Éxito continuo (1995-1998)
Como subcampeón en la Universiada de Fukuoka en 1995, el Equipo Nippon (como también se llama a los japoneses) tuvo una racha de éxitos y se clasificó para el Campeonato Mundial FIBA de 1998, su primera clasificación en más de 30 años. Dirigido por el croata Željko Pavličević, el equipo jugó bien pero no logró pasar de la ronda primaria, donde perdió la batalla por el cuarto lugar contra la ex semifinalista Nueva Zelanda.

### Se intensifica la competencia de Medio Oriente (1999-2009)
A finales de la década de 1990, Japón se enfrentó a una competencia más intensa de Medio Oriente. Combinado con muchas ausencias de jugadores del equipo, el equipo Nippon luchó por ganar medallas en el Campeonato FIBA Asia desde su medalla de plata en 1997. En el evento de 2008 en su país de origen (Tokushima), el equipo terminó en la octava posición y se perdió la clasificación para ambos, el Torneo Olímpico de Pekín y la clasificación al Campeonato Mundial FIBA 2010. En el torneo FIBA Asia de 2009, el equipo cayó a la posición número 10, su peor desempeño. Esto se debió en parte al cambio de entrenador en jefe justo antes del torneo.

### Recuperación (2010-presente)
Eclipsado por los inconvenientes de las competiciones internacionales, Japón trajo a varios de los jugadores de baloncesto de élite de Asia que compitieron en la NBA y en Europa. Estos jugadores incluían a Yuta Tabuse, JR Sakuragi, Takuya Kawamura, Takumi Ishizaki y otros. Sin embargo, rara vez jugaron para el equipo nacional, lo que provocó que el equipo de Japón se quedara atrás de la competencia de élite asiática de Irán, Corea del Sur, Filipinas y China.
Para mejorar los resultados, el entrenador estadounidense Thomas Wisman asumió en 2010 la dirección del equipo e hizo algunas mejoras considerables. Wisman acaba de terminar un año fenomenal en la Liga Japonesa de Baloncesto (JBL), donde llevó al Tochigi Brex a su primer y único título nacional. En la Copa FIBA Asia Stankovic de 2010, el equipo Nippon fue derrotado por el anfitrión Líbano, pero superó las expectativas y terminó en segundo lugar. En el Campeonato FIBA Asia 2011, el objetivo de la Final Four se perdió cuando el equipo alcanzó la séptima posición de 15. El equipo logró derrotar al finalista Jordania, pero luego perdió ante Corea del Sur en la primera ronda de playoffs y fue derrotado.
En marzo de 2012, la Asociación Japonesa despidió a Wissmann y la leyenda del entrenador del país, Kimikazu Suzuki, tomó las riendas del equipo. Suzuki, que al mismo tiempo entrenaba a los Aisin SeaHorses, Mikawa tuvo un éxito inicial cuando el equipo Nippon terminó subcampeón en el siguiente Campeonato FIBA Asia que se celebró en Tokio en septiembre de 2012. Con el objetivo de adquirir un lugar en la Copa Mundial FIBA 2014, el equipo terminó el Campeonato FIBA Asia 2013 en la novena posición donde perdió sus últimos tres juegos.
En 2014, Yuta Tabuse y varios de los mejores jugadores de Japón regresaron a la selección nacional y ayudaron a alcanzar su mejor resultado en casi 20 años.
Japón fue coanfitrión de la Copa Mundial de Baloncesto FIBA 2023 junto con Filipinas e Indonesia, donde el Equipo Nippon terminó en el 19° lugar con récord de 3-2 y además consiguió su boleto directo a los Juegos Olímpicos de París 2024 como mejor equipo asiático.

## Plantilla
- Lista de jugadores convocados que disputaron la Copa Mundial de Baloncesto de 2023.[2]

| Japón                   | Japón            | Japón | Japón  | Japón | Japón                  |
| Num                     | Jugador          | Pos   | Altura | Edad  | Equipo                 |
| ----------------------- | ---------------- | ----- | ------ | ----- | ---------------------- |
| 2                       | Yuki Togashi     | B     | 1,67 m | 30    | Chiba Jets             |
| 5                       | Yuki Kawamura    | B     | 1,72 m | 22    | Yokohama B-Corsairs    |
| 6                       | Makoto Hiejima   | E     | 1,91 m | 33    | Utsunomiya Brex        |
| 12                      | Yuta Watanabe    | A     | 2,06 m | 28    | Phoenix Suns           |
| 18                      | Yudai Baba       | E     | 1,95 m | 27    | Texas Legends          |
| 19                      | Yudai Nishida    | E     | 1,90 m | 24    | Seahorses Mikawa       |
| 24                      | Joshua Hawkinson | P     | 2,08 m | 28    | Shinshu Brave Warriors |
| 30                      | Keisei Tominaga  | E     | 1,88 m | 22    | University of Nebraska |
| 31                      | Shuta Hara       | A     | 1,87 m | 29    | Chiba Jets             |
| 75                      | Soichiro Inoue   | AP    | 2,01 m | 24    | Sun-Rockers Shibuya    |
| 91                      | Hirotaka Yoshii  | A     | 1,96 m | 25    | Alvark Tokyo           |
| 99                      | Koya Kawamata    | P     | 2,04 m | 25    | Shiga Lakestars        |
| Entrenador: Tom Hovasse |                  |       |        |       |                        |

## Partidos

### Próximos encuentros
| Fecha                   | Ciudad       | Competición                | Local      |                       | Resultado |                       | Visitante  |
| ----------------------- | ------------ | -------------------------- | ---------- | --------------------- | --------- | --------------------- | ---------- |
| 13 de julio de 2022     | Yakarta      | Copa FIBA Asia 2022        | Japón      | Bandera de Japón      | 100:68    | Bandera de Kazajistán | Kazajistán |
| 15 de julio de 2022     | Yakarta      | Copa FIBA Asia 2022        | Siria      | Bandera de Siria      | 56:117    | Bandera de Japón      | Japón      |
| 17 de julio de 2022     | Yakarta      | Copa FIBA Asia 2022        | Irán       | Bandera de Irán       | 88:76     | Bandera de Japón      | Japón      |
| 19 de julio de 2022     | Yakarta      | Copa FIBA Asia 2022        | Japón      | Bandera de Japón      | 102:81    | Bandera de Filipinas  | Filipinas  |
| 21 de julio de 2022     | Yakarta      | Copa FIBA Asia 2022        | Australia  | Bandera de Australia  | 99:85     | Bandera de Japón      | Japón      |
| 25 de agosto de 2022    | Teherán      | Clasificación Mundial 2023 | Irán       | Bandera de Irán       | 79:68     | Bandera de Japón      | Japón      |
| 30 de agosto de 2022    | Okinawa      | Clasificación Mundial 2023 | Japón      | Bandera de Japón      | 73:48     | Bandera de Kazajistán | Kazajistán |
| 11 de noviembre de 2022 | Madinat 'Isa | Clasificación Mundial 2023 | Baréin     | Bandera de Baréin     | 74:87     | Bandera de Japón      | Japón      |
| 14 de noviembre de 2022 | Astaná       | Clasificación Mundial 2023 | Kazajistán | Bandera de Kazajistán | 61:81     | Bandera de Japón      | Japón      |
| 23 de febrero de 2023   | Takasaki     | Clasificación Mundial 2023 | Japón      | Bandera de Japón      | 96:61     | Bandera de Irán       | Irán       |
| 26 de febrero de 2023   | Takasaki     | Clasificación Mundial 2023 | Japón      | Bandera de Japón      | 95:72     | Bandera de Baréin     | Baréin     |
| 25 de agosto de 2023    | Okinawa      | Copa Mundial 2023          | Alemania   | Bandera de Alemania   | 81:63     | Bandera de Japón      | Japón      |
| 27 de agosto de 2023    | Okinawa      | Copa Mundial 2023          | Japón      | Bandera de Japón      | 98:88     | Bandera de Finlandia  | Finlandia  |
| 29 de agosto de 2023    | Okinawa      | Copa Mundial 2023          | Australia  | Bandera de Australia  | 109:89    | Bandera de Japón      | Japón      |
| 31 de agosto de 2023    | Okinawa      | Copa Mundial 2023          | Japón      | Bandera de Japón      | 86:77     | Bandera de Venezuela  | Venezuela  |
| 2 de septiembre de 2023 | Okinawa      | Copa Mundial 2023          | Japón      | Bandera de Japón      | 80:71     | Bandera de Cabo Verde | Cabo Verde |

## Entrenadores
| - Nobuaki Asano: 1936 - Keishu Makiyama: 1951–1954 - Tetsuo Oba: 1954–1956 - Seiichi Morisawa: 1957–1960 - M. Maeda: 1956 / 1960 - Shiro Yoshii: 1962–1964 - Marco Antonio de Venetis: 1964 - Tadashi Miura: 1965 - Shutaro Shoji: 1966 - Shigeyoshi Kasahara: 1967 - Shiro Yoshii: 1967 - Keishu Makiyama: 1969 - Shigeyoshi Kasahara: 1970 - Kuninaka Taketomi: 1971 |  | - Shigeyoshi Kasahara: 1972–1973 - Masahiko Yoshida: 1974–1976 - Shigeyoshi Kasahara: 1977 - Yoshiaki Shimizu: 1978 - Tsunetoshi Akiyoshi: 1978–1979 - Mototaka Kohama: 1979 - Yoshiaki Shimizu: 1980–1983 - Mototaka Kohama: 1984–1989 - Yoshiaki Shimizu: 1990 - Yoshinori Shimizu: 1991–1994 - James Gordon: 1994 - Toshimitsu Kawachi: 1995–1996 - Mototaka Kohama: 1996–2000 - Tom Newell: 2000 |  | - Kenji Yoshida: 2000–2002 - Željko Pavličević: 2003–2006 - Kimikazu Suzuki: 2006–2007 - David Hobbs: 2009 - Osamu Kuraishi: 2009 - Shuji Ono: 2009 - Thomas Wisman: 2010–2012 - Kimikazu Suzuki: 2012–2013 - Kenji Hasegawa: 2014–2016 - Luka Pavićević: 2016–2017 - Akira Rikukawa: 2017 - Julio Lamas: 2017–2021 - Tom Hovasse: 2021–presente |

## Plantillas anteriores
- Juegos Olímpicos 1936: finalizó 13° de 21 equipos.

Riichi Cho, T. Nakae, S. Ri, K. Yokoyama, T. Kanakogi, M. Maeda, U. Munakata, S. Matsui
- Juegos Olímpicos 1956: finalizó 10° de 15 equipos.

Setsuo Nara, José Rodríguez, Kenichi Imaizumi, Hiroshi Saito, Reizo Ohira, Hitoshi Konno, Takashi Itoyama, Manabu Fujita, Takeo Sugiyama, Tetsuro Noborisaka, Riichi Arai. Entrenador: M. Maeda
- Juegos Olímpicos 1960: finalizó 15° de 16 equipos.

Setsuo Nara, Shutaro Shoji, Hiroshi Saito, Takashi Itoyama, Takeo Sugiyama, Kenichi Imaizumi, Yasukuni Oshima, Shoji Kamata, Masashi Shiga, Takashi Masuda, Kaoru Wakabayashi, Hideo Kanekawa. Entrenador: M. Maeda
- Campeonato Mundial 1963: finalizó 13° de 13 equipos.

Setsuo Nara, Takashi Masuda, Masashi Shiga, Yasukuni Oshima, Kaoru Wakabayashi, Keizo Okayama, Isamu Yamaguchi, Yoshikuni Awano, Fumihiko Moroyama, Katsuji Tsunoda, Kunihiko Nakamura, Yoshitaka Egawa. Entrenador: Shiro Yoshii
- Juegos Olímpicos 1964: finalizó 10° de 16 equipos.

Takashi Masuda, Setsuo Nara, Masashi Shiga, Kaoru Wakabayashi, Fumihiko Moroyama, Katsuji Tsunoda, Kunihiko Nakamura, Yoshitaka Egawa, Nobuo Kaiho, Akira Kodama, Katsuo Bai, Seiji Fujie. Entrenador: Marco Antonio de Venetis
- Campeonato Mundial 1967: finalizó 11° de 13 equipos.

Kaoru Wakabayashi, Fumihiko Moroyama, Kunihiko Nakamura, Yoshitaka Egawa, Akira Kodama, Masatomo Taniguchi, Nobuo Hattori, Kenji Soda, Masahiko Yoshida, Isao Kimura, Seiji Igarashi. Entrenador: Shutaro Shoji
- Juegos Olímpicos 1972: finalizó 14° de 16 equipos.

Kenji Soda, Masatomo Taniguchi, Nobuo Hattori, Kunihiko Yokoyama, Atsushi Somamoto, Hirofumi Numata, Shigeaki Abe, Mineo Yoshikawa, Kazufumi Sakai, Nobuo Chigusa, Satoshi Mori, Katsuhiko Sugita. Entrenador: S. Kasahara
- Juegos Olímpicos 1976: finalizó 11° de 12 equipos.

Hirofumi Numata, Shigeaki Abe, Satoshi Mori, Norihiko Kitahara, Hideki Hamaguchi, Kiyohide Kuwata, Koji Yamamoto, Yutaka Fujimoto, Shigeto Shimizu, Fumio Saito, Nobuo Chigusa, Shoji Yuki. Entrenador: Masahiko Yoshida
- Campeonato Mundial 1998: finalizó 14° de 16 equipos.

Kenichi Sako, Maikeru Takahashi, Akifumi Yamasaki, Hiroshi Nagano, Makoto Hasegawa, Takehiko Orimo, Satoshi Sakumoto, Hiroyuki Tominaga, Takahiro Setsumasa, Makoto Minamiyama, Takeshi Yuki, Satoru Furuta. Entrenador: Mototaka Kohama
- Campeonato Mundial 2006: finalizó 20° de 24 equipos.

Takehiko Orimo, Satoru Furuta, Takahiro Setsumasa, Shunsuke Ito, Joji Takeuchi, Kei Igarashi, Shinsuke Kashiwagi, Daiji Yamada, Ryota Sakurai, Kosuke Takeuchi, Takuya Kawamura, Tomoo Amino. Entrenador: Zeljko Pavlicevic
- Copa Mundial 2019: finalizó 31° de 32 equipos.

Seiya Ando, Makoto Hiejima, Ryusei Shinoyama, Rui Hachimura, Kosuke Takeuchi, Yuta Watanabe, Shuto Ando, Joji Takeuchi, Yudai Baba, Nick Fazekas, Daiki Tanaka, Avi Schafer. Entrenador: Julio Lamas
- Juegos Olímpicos 2020: finalizó 11° de 12 equipos.

Yuki Togashi, Makoto Hiejima, Rui Hachimura, Leo Vendrame, Yuta Watanabe, Kosuke Kanamaru, Yudai Baba, Gavin Edwards, Daiki Tanaka, Avi Schafer, Hugh Watanabe, Tenketsu Harimoto. Entrenador: Julio Lamas
- Copa Mundial 2023: finalizó 19° de 32 equipos.

Yuki Togashi, Yuki Kawamura, Makoto Hiejima, Yuta Watanabe, Yudai Baba, Yudai Nishida, Josh Hawkinson, Keisei Tominaga, Shuta Hara, Soichiro Inoue, Hirotaka Yoshii, Koya Kawamata. Entrenador: Tom Hovasse

## Historial

### Copa Mundial
Resultado General: 40.º puesto
| Copa Mundial de Baloncesto |
| --- |
| - 1950: No calificó - 1954: No calificó - 1959: No calificó - 1963: 13° Lugar - 1967: 11° Lugar - 1970: No calificó - 1974: No calificó - 1978: No calificó - 1982: No calificó - 1986: No calificó - 1990: No calificó - 1994: No calificó - 1998: 15° Lugar - 2002: No calificó - 2006: 17° Lugar - 2010: No calificó - 2014: No calificó - 2019: 31° Lugar - 2023: 19° Lugar - 2027: TBD |

### Juegos Olímpicos
| Baloncesto en los Juegos Olímpicos |
| --- |
| - Berlín 1936: 9° Lugar - Londres 1948: No calificó - Helsinki 1952: No calificó - Melbourne 1956: 10° Lugar - Roma 1960: 15° Lugar - Tokio 1964: 10° Lugar - México 1968: No calificó - Múnich 1972: 14° Lugar - Montreal 1976: 11° Lugar - Moscú 1980: No calificó - Los Ángeles 1984: No calificó - Seúl 1988: No calificó - Barcelona 1992: No calificó - Atlanta 1996: No calificó - Sídney 2000: No calificó - Atenas 2004: No calificó - Pekín 2008: No calificó - Londres 2012: No calificó - Río 2016: No calificó - Tokio 2020: 11° Lugar - París 2024: 11° Lugar |

### Campeonato FIBA Asia
| Campeonato FIBA Asia | Campeonato FIBA Asia | Campeonato FIBA Asia | Campeonato FIBA Asia | Campeonato FIBA Asia | Campeonato FIBA Asia |
| -------------------- | -------------------- | -------------------- | -------------------- | -------------------- | -------------------- |
| - 1960:              |                      | - 1983:              |                      | - 2005: 5° Lugar     |                      |
| - 1963: No calificó  |                      | - 1985: 5° Lugar     |                      | - 2007: 8° Lugar     |                      |
| - 1965:              |                      | - 1987:              |                      | - 2009: 10° Lugar    |                      |
| - 1967:              |                      | - 1989: 4° Lugar     |                      | - 2011: 7° Lugar     |                      |
| - 1969:              |                      | - 1991:              |                      | - 2013: 9° Lugar     |                      |
| - 1971:              |                      | - 1993: 7° Lugar     |                      | - 2015: 4° Lugar     |                      |
| - 1973: 4° Lugar     |                      | - 1995:              |                      | - 2017: 9° Lugar     |                      |
| - 1975:              |                      | - 1997:              |                      | - 2022: 7° Lugar     |                      |
| - 1977:              |                      | - 1999: 5° Lugar     |                      | - 2025: ?            |                      |
| - 1979:              |                      | - 2001: 6° Lugar     |                      |                      |                      |
| - 1981:              |                      | - 2003: 6° Lugar     |                      |                      |                      |

## Palmarés
- Campeonato FIBA Asia:
  -   Campeón (2):  1965, 1971
  -  Subcampeón (5): 1969, 1975, 1979, 1983, 1997
  -  Tercer lugar (7): 1960, 1967, 1977, 1981, 1987, 1991, 1995

- Juegos Asiáticos:
  -  Subcampeón (2): 1951, 1962
  -  Tercer lugar (6): 1954, 1958, 1970, 1982, 1994, 2014

- Juegos de Asia Oriental:
  -  Subcampeón (1): 2005
  -  Tercer lugar (2): 2001, 2009